# 플라이강

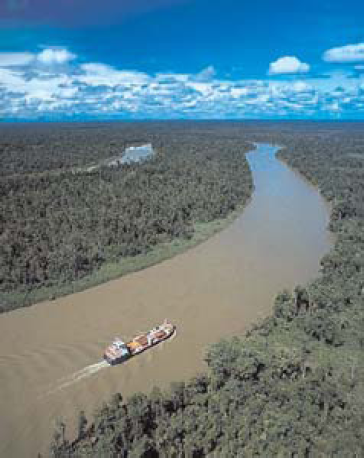

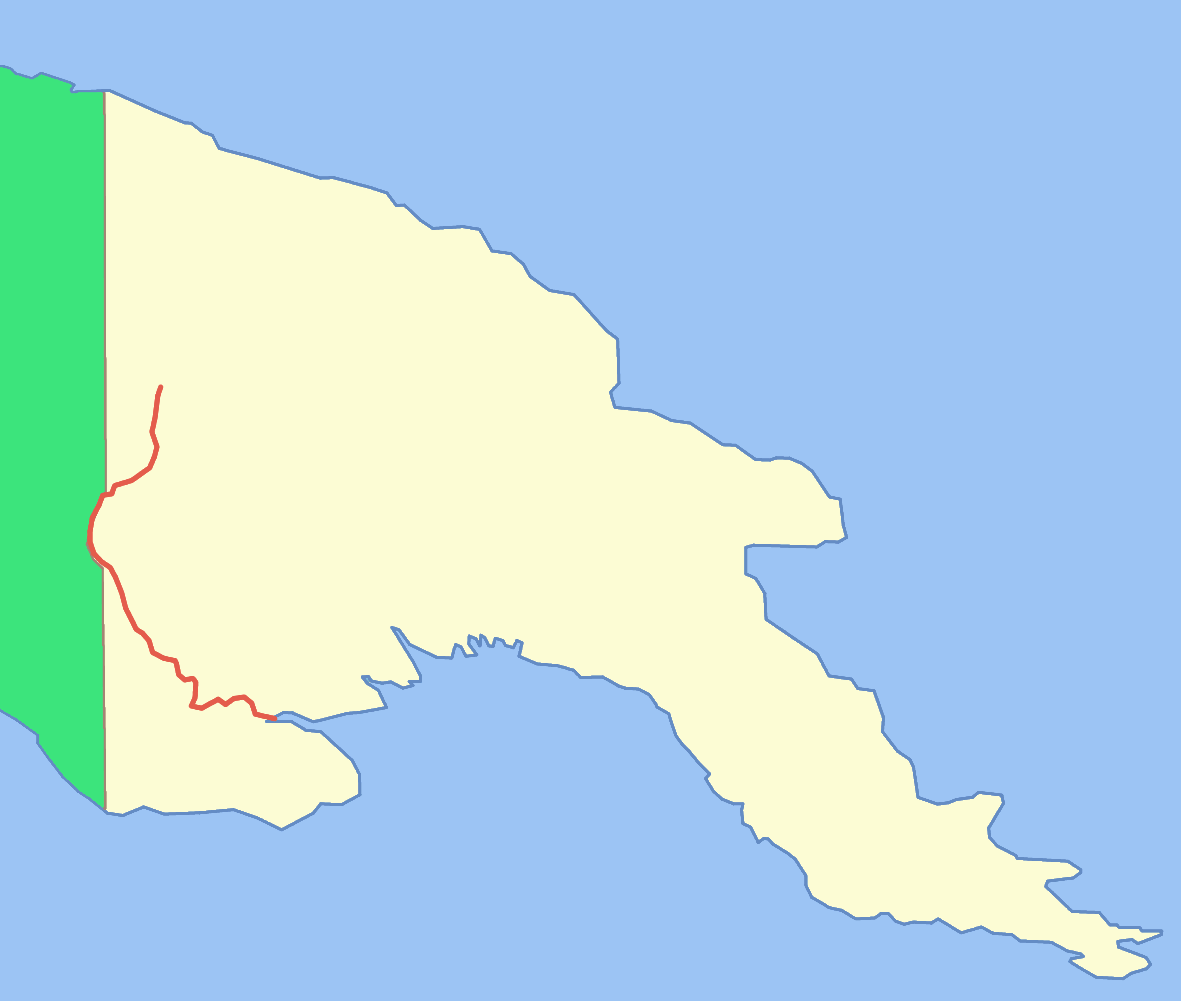
플라이강의 지도

플라이강(Fly River)은 파푸아뉴기니에 있는 강이다. 파푸아뉴기니에서 세픽강 다음으로 두 번째로 길며, 길이는 1,050 km이다. 스타산맥에서 발원하여, 남서쪽 저지대를 가로질러 파푸아만의 삼각주로 흐른다.